# Анаткаси (Тораєвське сільське поселення)
Анатка́си (рос. Анаткасы, чув. Анаткасси) — присілок у Чувашії Російської Федерації, у складі Тораєвського сільського поселення Моргауського району.
Населення — 364 особи (2010; 424 в 2002, 599 в 1979; 774 в 1939, 510 в 1926, 523 в 1906, 499 в 1858).

## Історія
Утворився 19 століття як виселок села Тораєво. До 1866 року селяни мали статус державних, займались землеробством, тваринництвом, рибальством, бондарством, слюсарством, виробництвом взуття та одягу, торгівлею. 1888 року відкрито школу грамоти. На початку 20 століття діяло 3 вітряки та 2 цегляних заводи. 1930 року утворено колгосп «Жовтень». До 1927 року присілок перебував у складі Чиганарської (перша половина 19 століття) та Тораєвській волостей Ядрінського повіту, у 1924-1927 роках був центром волості. 1927 року присілок переданий до складу Ядрінського, 1939 року — до складу Совєтського, 1956 року — до складу Моргауського, 1959 року — до складу до складу Сундирського, 1962 року — повернуто до складу Ядрінського, 1964 року — повернуто до складу Моргауського району.

## Господарство
У присілку діють школа з дитячим садком, клуб, бібліотека, відділення банку, 2 магазини.